# 蒼あんな・れいな
蒼あんな・れいなは、蒼 あんな（あおい あんな、1987年8月28日 - ）と蒼 れいな（あおい れいな、1987年8月28日 - ）の日本の一卵性双生児姉妹のタレントである。東京都出身。所属事務所はBLUE ROSE。スールキートスと業務提携。

## 来歴・人物
日本語と英語と中国語のトリリンガル。
17歳の時にあんなはテキサス州、れいなはニューヨーク州に交換留学をし、一年を経て日本へ帰国後芸能界での活動を始める。
日本にて映画やドラマ、バラエティ、教育番組に多数出演していたが、台湾好きが高じて2013年より拠点を台湾にも増やし芸能活動を行う。また、2014年12月からは台湾の女性アイドルグループ『A'N'D』メンバーとしても活動した。
現在は台湾から日本とアメリカに拠点を移し女優として活動している。

### 共通事項
- 東京都生まれ。
- 血液型はA型。

### 蒼あんな
- 身長は157cm。
- 法政大学経済学部卒業。
- 一卵性双生児の姉。
- アメリカに留学していた。
- 台湾での芸名は『安娜』

### 蒼れいな
- 身長は157cm。
- フェリス女学院大学卒業。
- 一卵性双生児の妹。
- 台湾での芸名は『芮娜』

## 出演

### 連続ドラマ
- かりゆし先生ちばる! 第39話 - ?（2009年8月20日 - ?、テレビ東京）
- ヤンキー君とメガネちゃん 第4話（2010年5月14日、TBS）
- 終極悪女(Angel 'N' Devil)（中国語版） 第20,21,23,24,26話（2014年11月 - 2015年2月、八大電視台）
- しあわせ（中国語版） (2015年5月1日 - 2015年8月28日、台湾電視公司他） - 由美役：あんな[3]
- 私のツンデレ師匠様!（中国語版）（2016年3月20日 - 2017年10月27日、湖南衛視（中国語版）） - 加藤銀百合：あんな　加藤小百合役：れいな
- ホットスポット 最終話（2025年3月16日、日本テレビ） - 遠藤若葉（30年後） 役（れいな）[4]

### 単発ドラマ
- 世にも奇妙な物語 21世紀 21年目の特別編「ドッキリチューブ」（2011年5月14日、フジテレビ） - 受付嬢

### バラエティーほか
- アイドル選手権 Push1（BSフジ）共に準優勝
- NHK高校講座 ベーシック10（NHK教育）
- アナCAN（TBS）
- カスペ!絶体絶命衝撃映像60連発（2009年3月24日、フジテレビ）ゲスト出演
- DOORS 2009春（2009年4月5日、TBS）ゲスト出演
- 熱血!平成教育学院（フジテレビ）
- 踊る!さんま御殿!!（日本テレビ）
- 王様のブランチ（2009年7月18日 - 2012年3月31日、TBS・BS-TBS）レギュラー
- クイズ!紳助くん（2009年10月5日、ABCテレビ）
- クイズ!ヘキサゴンII（2009年10月14日・10月28日・11月25日、フジテレビ）
- こんにちは!動物の赤ちゃん2009 （2009年12月22日、NHK総合）
- クイズ雑学王（テレビ朝日）
- 高校講座ベーシック10 シーズン2（NHK教育）
- ナニキル?天気予報（2010年4月20日 - 2012年9月25日、TBS）
- 高校講座ベーシック10 シーズン3（NHK教育）
- 高校講座 チョー基礎から始めよう!ベーシック数学（2011年4月18日 - 、NHK教育）
- C-POP World 華流Kiss（2010年10月3日 - 2011年3月27日、BSジャパン、TOKYO MX）
- 地球★アステク（2011年4月7日 - 2013年3月28日、BSジャパン）
- サラリーマンNEO season6（2011年5月24日・7月5日、NHK総合）
- ほこ×たて（2011年6月13日、フジテレビ）顔認証システムとの対決で出演。
- ヒルナンデス!（2011年7月4日・12月19日、日本テレビ）
- アグリンの家（2011年10月6日 - 2015年3月29日、日本テレビ）
- あさイチ（2011年12月20日、NHK総合）
- THE・宣伝会議 〜映画「ジャッジ!」を世の中に広めよう〜（2014年1月15日、フジテレビ）
- 旅ロンブー!（2014年12月29日、関西テレビ）[5]
- 芸能人が本気で考えた!ドッキリGP（2019年8月24日、フジテレビ）

### 映画
- クロサワ映画（2010年）
- 短編映画『lacrimal』（2011年、バンタンデザイン研究所2010年度卒業制作）
- GANTZ（2011年、東宝）
- パラダイス・キス（2011年、ワーナー・ブラザース）
- ここにいる…（2011年、ndjc若手映画作家育成プロジェクト） - 主演：れいな
- スープ〜生まれ変わりの物語〜（2012年、東京テアトル）
- 牙狼-GARO- 〜蒼哭ノ魔竜〜 -GARO SOUKOKU NO MARYU-（2013年、東北新社） - メル役：あんな
- 古都（2016年、Dream Link Entertainment） - 千恵子：れいな　苗子：あんな
- 八岐大蛇（2020年、天津兔洞視文化傳媒有限公司） - 鈴音：れいな　琴音：あんな
- ディープ・ブルー3（2020年、ワーナー・ブラザースよりDVD発売） - ミヤ 役：れいな[6]
- さよならグッドバイ（2022年、トキメディアワークス） - マッサージ店員の女

### 舞台
- ライン♪（2011年8月5日、博品館劇場） - 日替わりゲスト 片岡観音子役：れいな

### ラジオ
- まだまだゴチャ・まぜっ!〜集まれヤンヤン〜（2009年4月25日、MBSラジオ）

### CM
- アデランス（2006年2月）
- 大和ハウス工業（2006年5月）
- 佐川急便「e-コレクト」双子役（2006年11月）
- なか卯 （2010年2月 - 2010年4月）
- ヤマザキパン「ランチパック」 （2011年8月 - 2011年12月）
- 養命酒製造「ハーブの恵み」「ハーブの恵み スパークリング」（2012年3月 - ）
- シンシア 「L-CON 1DAY POP」（2012年10月 - )
- 富士通　企業広告「あなたの未来に。富士通の技術」シリーズ：モビリティ篇（2014年9月 - )
- ワコール 「ハーフトップブラ GOCOCi(ゴコチ）」（2016年11月30日 - ）[7][8]
- VISA「VISA CARD New Normal見えるver.」（2018年）
- サンスター「VO5」（2019年 - ） - 本作の姉妹設定は、通常と逆になっている。
- JR東海 スマートEX CM 「あれも！これも！」（2023年10月14日 - ）[9]

### 雑誌
- BOMB 2009年5月号（学研）

### PV
- アイドルカレッジ「少女卒業」（2013年2月）
- スキマスイッチ2022ライブツアー オープニング映像出演（2022年）
- ASIAN KUNG-FU GENERATION「All right part2 feat. Hashimoto Eriko」

### 広告
- 台湾観光局 Meet Color Taiwan（2011年）
- 長野観光局 PR映像（2019年）
- オールドギア 出演：れいな（2021年）